# 愛知高速交通

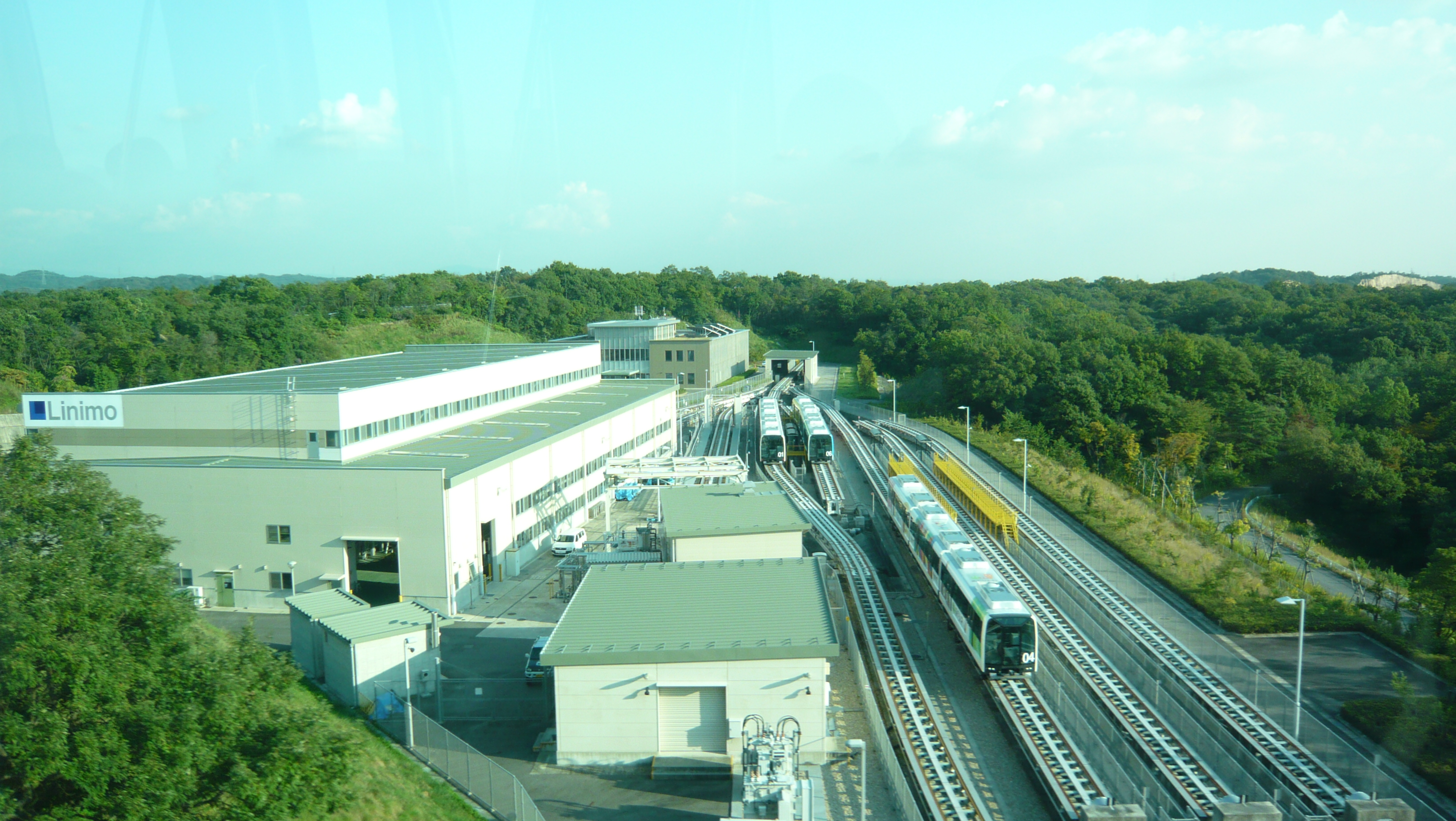
本社とリニモ車庫

愛知高速交通株式会社（あいちこうそくこうつう、英: Aichi Rapid Transit Co., Ltd.）は、愛知万博の開催に合わせ、磁気浮上式鉄道の一種であるHSST方式による東部丘陵線（愛称：リニモ〈Linimo〉）を建設し、運営している軌道事業者である。
愛知万博終了後も引き続き運営することを前提として、愛知県などの出資による第三セクター方式で設立された。本社は愛知県長久手市茨ヶ廻間1533-736、陶磁資料館南駅の南側にある。
利用者数は低迷し、万博終了後、東部丘陵線の利用は当初予測の半分程度にとどまっていたが、その後の利用者数は年々増加し、2017年度には8割程度にまで増加している。

## 沿革
- 2000年（平成12年）2月7日：会社設立[3]。
- 2001年（平成13年）10月3日：藤ヶ丘 - 八草間軌道特許[3]。
- 2004年（平成16年）3月8日：本社を名古屋市千種区から愛知郡長久手町（当時）に移転。
- 2005年（平成17年）3月6日：東部丘陵線開業[3]。
- 2015年（平成27年）4月1日：中部エイチ・エス・エス・ティ開発（中部HSST開発）を吸収合併[4]。
- 2016年（平成28年）
  - 3月12日：東部丘陵線にIC乗車カード「manaca」導入[5]、IC乗車カード全国相互利用サービスにも対応[6][7]。
  - 7月1日：身体障害者および知的障害者に適用していた割引運賃を、精神障害者にも適用開始[8]。

## 路線
- 東部丘陵線：藤が丘 - 八草間 8.9 km

路線図

## 車両
- 100形

## 駅の設備
全ての駅にホームドアが整備されている。
原則として、駅のエレベーターは三菱電機ビルテクノサービス株式会社、エスカレーターは株式会社日立ビルシステムのもので統一されている。

## 損益
営業収益は、2006年3月期は愛知万博の影響により4,670百万円あったものの、2007年3月期は903百万円、2008年3月期は1,052百万円、2009年3月期は1,094百万円と低迷している。一方で、減価償却費の負担が大きく（毎期2,000百万円以上）、愛知万博があった2006年3月期でも211百万円の営業損失、以降2,810百万円、2,301百万円、2,080百万円の営業損失を計上している（2007年3月期、2008年3月期、2009年3月期はキャッシュ・フローもマイナス）。このため、2007年3月期以降、継続企業の前提に関する注記が付されている。2009年度より借入金の返済が本格化し、資金不足に陥る見通しとなったため、2009年3月期において累積損失67億9千万円の減資を行うと同時に、筆頭株主の愛知県が貸付金39億9千万円を資本金並びに資本準備金に振り替える増資を行い、債務超過への転落を回避した。2009年度以降は減価償却前の損益が黒字に転換したが、純資産を単年度の純損失で食いつぶす状況は変わらず、2010年3月期も減資と債務の株式化による増資を行ったほか、2011年3月期も減資を行うとともに愛知県や名古屋市など関係自治体が債務の株式化及び現金出資による増資を行って債務超過を回避している。
2016年12月、沿線の大規模商業施設（イオンモール長久手）の開業で定期外利用者が増加し、定期利用者も通勤定期が増加したことで輸送人員が817万8000人と前期を大きく上回り、営業利益・経常利益それぞれ2期連続の黒字に、当期純利益は会社設立以来初めての黒字となった。

## 横領事件
2010年5月7日、愛知高速交通は、名古屋鉄道から出向していた従業員が約8916万円を横領していたとして愛知県警に被害届を提出した。同年12月27日に当該従業員と出向元の名古屋鉄道に対し、損害賠償を求めて提訴した。2013年5月8日、名古屋地方裁判所は当該従業員に損害の全額を、名古屋鉄道に対し損害のうち2分の1について当該従業員と連帯して弁済することを命じる判決を下したが、愛知高速交通はこれを不服として5月21日に名古屋高等裁判所に控訴した。名古屋高等裁判所は2014年2月13日に同様の判決を下し、今度は名古屋鉄道がこれを不服として同年4月21日に最高裁判所に上告したが、2015年2月19日に不受理とされ、訴訟は終結した。
事件後、銀行印を上司が保管する、会計監査人の監査を毎月受けるなどの管理体制の強化を実施した。

## 今後の動き
愛知県と沿線5市町は、建設の際の借入金285億円の内2013年度末時点で残る163億円の完済のための支援を行い、2015年度までには完済する方針を固めた。愛知県は2014年度に23億5千万円を出資する。2016年、株主支援による経営支援により長期借入金を完済した。

## 受賞
- 第5回（2006年）日本鉄道賞表彰選考委員会技術賞[16] 「我が国初のリニアモーターカー『リニモ（東部丘陵線）』愛・地球博で大活躍」